# Scoonie Penn
James Donell "Scoonie" Penn (Brooklyn, Nueva York, 9 de enero de 1977) es un exjugador de baloncesto estadounidense que desarrolló la práctica totalidad de su carrera en el baloncesto europeo. Con 1,78 metros de estatura, jugaba en la posición de base.

## Trayectoria deportiva

### Universidad
Jugó durante dos temporadas con los Boston College del Boston College, en las que promedió 13,1 puntos, 3,3 rebotes y 3,3 asistencias por partido. En su primera temporada fue elegido rookie del año de la Big East Conference, e incluido en el mejor quinteto de la conferencia en ambas temporadas.
En 1997 fue transferido a los Buckeyes de la Universidad Estatal de Ohio, donde, tras pasar el preceptivo año en blanco debido a la normativa de la NCAA, jugó otras dos temporadas, en las que promedió 16,3 puntos, 4,3 asistencias y 4,1 rebotes por partido. Solo necesitó dos temporadas para entrar en el libro de los récords de los Buckeyes, acabando en primera posición en triples conseguidos (153) e intentados (437). Se convirtió en el trigésimo octavo jugador de Ohio State en alcanzar la cifra de 1000 puntos, pero el segundo en hacerlo en sólo dos temporadas. Ganó en 1999 el Premio al mejor Baloncestista Masculino del Año de la Big Ten Conference, y en ambas temporadas apareció en el mejor quinteto de la conferencia.
En 1999 y 2000 fue incluido en el tercer equipo All-American, logrando en su última temporada también el Frances Pomeroy Naismith Award, galardón que se entrega al mejor jugador universitario del año con estatura inferior a 1,83.

### Profesional
Fue elegido en la quincuagésimo séptima posición del Draft de la NBA de 2000 por Atlanta Hawks, pero fue despedido antes del inicio de la temporada. Se marcha entonces a jugar a la liga italiana, fichando por el Pallacanestro Trieste, donde únicamente puede disputar 15 partidos debido a una lesión, promediando 17,9 puntos y 2,9 rebotes.
Al año siguiente sustituyó ya comenzada la temporada al lesionado Jerome Allen en la Virtus Roma, disputando 9 partidos y promediando 11,7 puntos y 3,1 rebotes. En 2002 regresa a su país para jugar en el Asheville Altitude de la NBA Development League, donde en una temporada promedia 9,1 puntos y 5,0 asistencias por encuentro.
En 2003 regresa a Europa, para jugar en el Estrella Roja, donde disputó la Liga del Adriático, en la que promedió 15,9 puntos y 4,0 asistencias por partido. Al año siguiente jugaría en el Cibona Zagreb de la liga croata, donde esa temporada promedia en la Euroliga 13,3 puntos y 3,3 asistencias por partido.
En 2004 ficha por el Makedonikos B.C. de la liga griega, pero en el mes de diciembre rescinde su contrato, regresando a la liga italiana para jugar en el Scavolini Pesaro, promediando ese año 15,1 puntos y 2,4 asistencias por partido.
En 2005 regresa a la Cibona Zagreb, promediando en la Liga del Adriático 13,2 puntos y 3,6 asistencias por partido. También ganaría por segunda vez la liga croata.
En 2006 regresa a la liga griega fichando por el Olympiacos B.C., con el que disputa la Euroliga, promediando 11,9 puntos y 3,4 asistencias, siendo elegido en dos ocasiones jugador de la semana de dicha competición. Al año siguiente ficha por el Efes Pilsen de la Türkiye Basketbol Ligi, donde llega para sustituir al lesionado base Rashard Wright por tres semanas, disputando finalmente la temporada entera, promediando 6,5 puntos y 4,1 asistencias, volviendo a ser elegido en dos ocasiones como mejor jugador de la semana de la Euroliga.
En 2008 continúa su recorrido por media Europa, fichando por el BC Kiev de la Superliga de Ucrania, Allí juega una temporada en la que promedia 9,5 puntos y 2,4 asistencias por partido. Regresa a Italia en 2009 para jugar en el Virtus Bologna, donde es cortado tras 9 partidos, en los que promedia 5,8 puntos y 1,9 rebotes, volviendo a vestir la camiseta del Olympiacos, con los que gana la Copa de Grecia.
En 2010 ficha por el Veroli Basket de la Legadue italiana, donde en su primera temporada promedió 11,4 puntos y 2,8 rebotes por partido.